# Буфет (меблі)

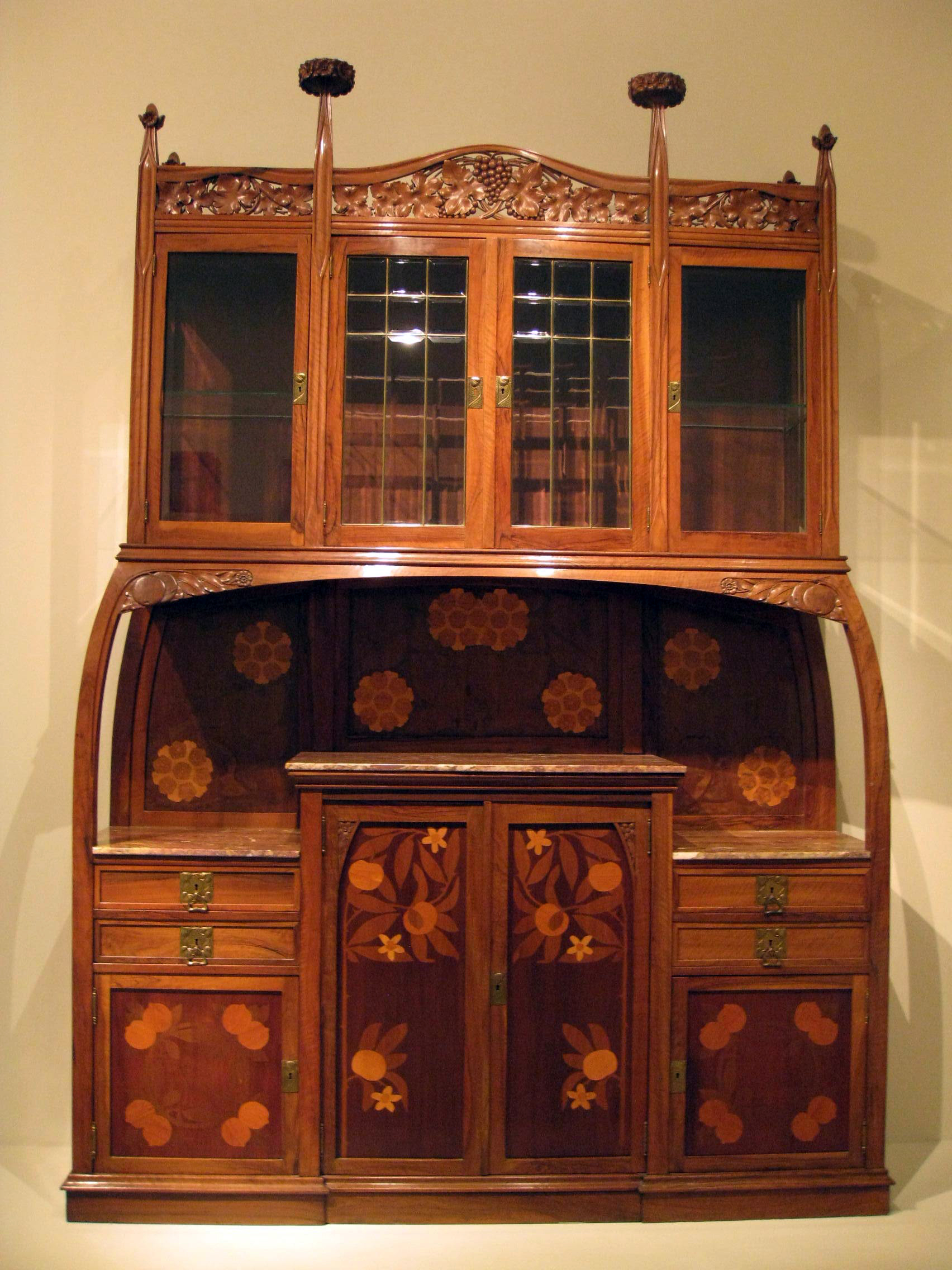
Буфет у Національному музею мистецтва Каталонії

Буфе́т (від фр. buffet), заст. і діал. кре́денц, кре́денс, кре́денець (від пол. kredens < нім. Kredenz < італ. credenza < лат. credere — «довіряти») — шафа для зберігання посуду, столової білизни, закусок, напоїв. Зазвичай має стільницю з нішею (відкритим простором під верхньою секцією).
Буфет для посуду і білизни також називається сервантом (від фр. servante — «служанка») або скляною гіркою (гіркою також називається пірамідальна етажерка для посуду).
Сучасного вигляду буфети набули в XVII ст.: верхні засклені або закриті непрозорими дверцятами полиці, шухляди для столових приборів, нижні відділи для масивного посуду.
Пізніше «буфетами» стали називатися також приміщення у багатих будинках і палацах, розташовані між кухнею та їдальнею.